# Georg Schøller
Thomas Georg Schøller (født 24. november 1793 i Aalborg, død 17. juni 1863 i Kiel) var en dansk officer, bror til Christian Schøller og far til F.C.G. Schøller.

## Karriere

### Uddannelse og deltagelse i Napoleonskrigene
Han var søn af kaptajn, karakteriseret major, senere oberst i landeværnet, kammerjunker Caspar Schøller (21. juni 1756 – 29. marts 1808) og Mette Henrica Münster (16. juli 1773 – 19. november 1855). Da fædrenehjemmet tidligt blev opløst, blev Schøller og hans ældre broder adopterede af den barnløse farbroder, generalmajor Gustav Grüner Schøller til Margård på Fyn. Sin første opdragelse fik Schøller hos præsten Forchhammer i Tyrstrup ved Christiansfeld, hvor han vænnedes til nøjsomhed og hårdførhed. 12 år gammel kom han ind på Landkadetakademiet: 1809 blev han sekondløjtnant i Fynske Infanteriregiment, hvor han derefter stod i nummer i 30 år. Ved regimentet begyndte han sin tjeneste på kystbevogtning på Fyn og Samsø, indtil det 1813 indlemmedes i det auxiliærkorps, der under prins Frederik af Hessen forstærkede franskmændene under marskal Louis-Nicolas Davout. Schøller deltog i toget ind i Mecklenburg og tilbage derfra, var med i fægtningerne ved Zaventhin, Siebenbäumen og Boden samt i den afsluttende hæderlige større kamp ved Sehested. Både 1814 og 1815 hørte Schøller, der allerede 1813 var blevet premierløjtnant, til de auxiliærkorpser, som Danmark nu afgav imod Frankrig; med det sidste korps forblev han tre år i Frankrig, hvor han studerede sproget og førte et utvungent jægerliv. Først i slutningen af 1818 kom han til regimentets garnison, Fredericia. 1826 blev Schøller stabskaptajn og det følgende år adjudant ved den nørrejyske Generalkommando, hvis chef var den strikse general Frederik Castonier. Dette blev afgørende for Schøllers senere skæbne.

### Knyttet til prins Frederik (VII)
Prins Frederik (VII) blev, efter at være blevet skilt fra sin gemalinde, Frederik VI's datter Vilhelmine, 1834 forvist til Fredericia som chef for Fynske Infanteriregiment. Schøller, der havde vundet sin generals fulde tillid, blev nu mellemmand mellem prinsen og general Castonier, ved hvilket vanskelige hverv han skilte sig med stor takt, som prins Christian (VIII), med hvem Schøller jævnlig korresponderede om sønnen, meget påskønnede. Efter general Castoniers død 1838 knyttedes Schøller yderligere til prins Frederik, først ved atter at gøre tjeneste under ham ved regimentet og derefter ved at blive ansat som adjudant hos prinsen, da denne 1839 overtog de forenede generalkommandoer Nørrejylland-Fyn. Schøller blev 1841 major, 1842 forsat til Generalstaben og stabschef ved Generalkommandoen i Odense. Ved sit nøje kendskab til kronprins Frederiks karakter og evner så Schøller de store farer for landet, hvis denne som suveræn konge skulle overtage regeringen efter sin fader, og efter forhandlinger mellem Schøller, stiftamtmand C.E. Bardenfleth og prinsens kabinetssekretær Vilhelm Lunding gik prinsen beredvillig ind på at bede Christian VIII om, medens han endnu levede, at give landet en fri forfatning. Som bekendt var denne indstilling forgæves.
1829 blev Schøller Ridder af Dannebrogordenen og 1838 Dannebrogsmand.

### Under Frederik VII
Ved sin muntre, elskværdige og godmodige karakter, ved sin takt og hurtige opfattelsesevne vandt Schøller også kronprinsens yndest; derom vidner ikke blot forskellige nådesbevisninger – oberstløjtnant 1844, kammerherre 1845, Kommandør af Dannebrog 1848 –, men bedst viste det sig, da Frederik VII besteg tronen, idet Schøller blev udnævnt til generaladjudant, dvs. var bestemt til at lede Armeens hele kommandovæsen. Øjeblikket, da han tiltrådte denne vigtige stilling, var skæbnesvangert. Schøller var ikke blind herfor og skjulte ikke for kongen og regeringen landets betænkelige militære stilling, men hans forslag til dens betryggelse trængte ikke igennem. Heller ikke hans før oprørets udbrud udarbejdede mobiliseringsplan blev fulgt, fordi den påbød indkaldelsen af reserven, der fornemmelig bestod af gifte folk, medens A.F. Tscherning ville indkalde rekrutter. Ved regeringsforandringen undslog Schøller sig for at overtage Krigsministeriet; han ville vedblive sin stilling som generaladjudant, fordi han – skønt han måtte opgive den egentlige krigsbestyrelse – også i den kunne gavne konge og land. 1850 blev Schøller generalmajor, 1856 generalløjtnant og samtidig kommanderende general i 3. Generalkommandodistrikt, dvs. Holsten-Lauenborg. Som sådan skuffede han ikke den tillid, der var vist ham. Overalt fremtrådte han som dansk general og dansk mand, men han forstod at undgå enhver foranstaltning, som uden nødvendighed kunne fremkalde misnøje hos den tyske befolkning. 1857 hædredes han med Dannebrogordenens Storkors; han var desuden indehaver af flere udenlandske høje ordener (1848 Storkors af Sværdordenen, 1853 Storkors af den Oldenborgske Hus- og Fortjenesteorden og 1858 dekoreret med St. Helena Medaillen). Efter nogen tids svagelighed døde han 17. juni 1863 i Kiel.
Schøller blev gift 15. december 1820 i Fredericia med Magdalene Dorothea Staal (26. september 1798 i Fredericia – 16. juli 1882 i Taarbæk), datter af tolder, senere toldkasserer, justitsråd Niels Staal (1751-1819) og Anne Marie Bruun (1766-1843).
Han er begravet på Garnisons Kirkegård.

## Gengivelser
- Karikaturtegning af Constantin Hansen 1845 (Det Kongelige Bibliotek)
- Tegning af J.V. Gertner 1851
- Afbildet på xylografi af kongerevy ved Flensborg 1859
- Afbildet på maleri af Frederik VII ved Dannevirke 1850 af Niels Simonsen 1861 (Jægerspris Slot)
- Xylografi af Wilhelm Obermann 1863
- To fotografier fra mellem 1857-63 (Det Kongelige Bibliotek)